# Linea 10 (metropolitana di Pechino)
La linea 10 (in cinese 北京地铁10号线S, Běijīng dìtiě shíhào xiànP) è una linea circolare attiva della metropolitana di Pechino.
Inaugurata il 19 luglio 2008, e gestita dalla Beijing Mass Transit Railway Operation Corporation Limited, la linea si snoda lungo un percorso circolare di 57,2 km e collega, tramite 45 stazioni, i distretti di Haidian, Chaoyang e Fengtai muovendosi al di sotto o poco fuori il Terzo anello autostradale della città di Pechino. È contraddistinta, nelle mappe e negli allestimenti dei treni, dal colore azzurro brillante.
La linea 10 è stata costruita più esternamente rispetto alla linea 2, a una distanza compresa tra i 2 e i 6 km, e incrocia tutte le linee che attraversano il centro di Pechino, con un totale di 24 stazioni di interscambio. Poiché collega zone della città ad altissima densità abitativa, attraversando punti nevralgici come Guomao, Zhongguancun o Tuanjiehu, ne consegue che la linea 10 è la più utilizzata e affollata dell'intero sistema metroplitano di Pechino, con oltre 1,49 milioni di passeggeri giornalieri e più di 545 milioni registrati annualmente.
Dal suo completamento nel maggio 2013, e fino al marzo 2023, la linea 10 ha detenuto il primato per la linea circolare di metropolitana più lunga del mondo, spodestata in seguito dalla linea Bol'šaja kol'cevaja della metropolitana di Mosca. Resta comunque una delle linee di metropolitana interamente sotterranee più lunghe del mondo, con un tempo di percorrenza pari a 1 ora e 44 minuti per effettuare l'intero tragitto.

## Storia

### 1999−2002: pianificazione
Nei piani originali della metropolitana di Pechino era prevista una sola linea circolare, la linea 2. Nel 1999, però, nel piano di sviluppo della metropolitana di Pechino venne menzionata per la prima volta la linea 10, pensata per alleggerire il traffico di superficie nella zona del distretto finanziario ma non ancora ideata come una linea circolare. Per questo motivo, il suo tratto orientale fu progettato lungo la sezione orientale del Terzo Anello, delineando così l’embrione di quella che sarebbe diventata la prima fase della Linea 10.
Con lo sviluppo economico e la rapida crescita della popolazione emersero i limiti della linea 2, troppo breve per regolare in modo efficace i flussi di passeggeri. Per questo motivo, tra il 2001 e il 2002, l’Istituto cinese di progettazione urbanistica e la società Systra elaborarono un piano di ottimizzazione della rete metropolitana di Pechino, nel quale venne proposto per la prima volta il concetto di una seconda linea circolare. Secondo questo progetto,  la nuova linea circolare sarebbe stata composta dalla linea 10 e dalla linea 11: la linea 10 avrebbe costituito i tratti orientale e settentrionale del nuovo anello; le due linee avrebbero previsto stazioni di interscambio a Songjiazhuang, nel sud-est della città, e a Lianhuaqiao, nel nord-ovest, mentre la linea 11 sarebbe proseguita verso nord-ovest fino a Xiangshan.

### 2003−2008: fase I
Concepita come opera chiave per le Olimpiadi del 2008, il 27 dicembre 2003 sono iniziati i lavori di realizzazione della linea 10. Nel tratto orientale della prima fase della linea 10, il tracciato era stato inizialmente oggetto di valutazione tra due soluzioni alternative: una lungo la porzione est della Terza Circonvallazione e l’altra lungo Xidawang Road. Alla fine, per garantire una migliore copertura dell’area del distretto finanziario, si scelse di far passare la linea lungo la Terza Circonvallazione, mentre su Xidawang Road venne successivamente pianificata la costruzione della linea 14. Tuttavia, poiché sotto la Terza Circonvallazione non erano stati previsti spazi riservati per i cantieri, i progettisti si trovarono a dover affrontare simultaneamente la complessa rete di sottoservizi esistenti, come una fitta rete di impianti fognari, e le imponenti fondazioni dei pilastri dei numerosi cavalcavia presenti lungo il tracciato. Per superare queste difficoltà, in cinque stazioni della prima fase è stato adottato un progetto con banchine a isola separate: la struttura delle stazioni è stata suddivisa in due o tre corpi paralleli, collegati tra loro tramite appositi passaggi.
Durante i lavori di costruzione della linea si verificarono numerosi incidenti. Il primo avvenne il 30 novembre 2005, quando nei pressi della stazione di Beitucheng si verificò un cedimento che provocò la rottura di una conduttura d’acqua e il seppellimento di un autocarro ribaltabile sotto terra. Successivamente, il 3 gennaio 2006, si verificò una perdita d’acqua presso il ponte Jingguang sulla Terza Circonvallazione, causando il cedimento parziale della carreggiata. Nello stesso anno, il 27 febbraio, nel tratto tra le stazioni di Taiyanggong e Sanyuanqiao, il cavo in acciaio di una gru si spezzò, causando la morte di tre operai. Quattro mesi dopo, lungo Haidian South Road, si verificò un altro cedimento che costò la vita a due operai. Infine, il 28 marzo 2007, presso la stazione di Suzhoujie, un cedimento dovuto a infiltrazioni d’acqua provocò la morte di sei operai.
Il 18 febbraio 2008, la prima fase della linea 10 della metropolitana di Pechino ha effettuato le prove di carico a pieno regime. Il 28 febbraio successivo è iniziata la fase di esercizio di test senza passeggeri. Successivamente, è stata inaugurata il 19 luglio la prima tratta della linea 10, da Jinsong a Bagou.

### 2007−2013: fase II

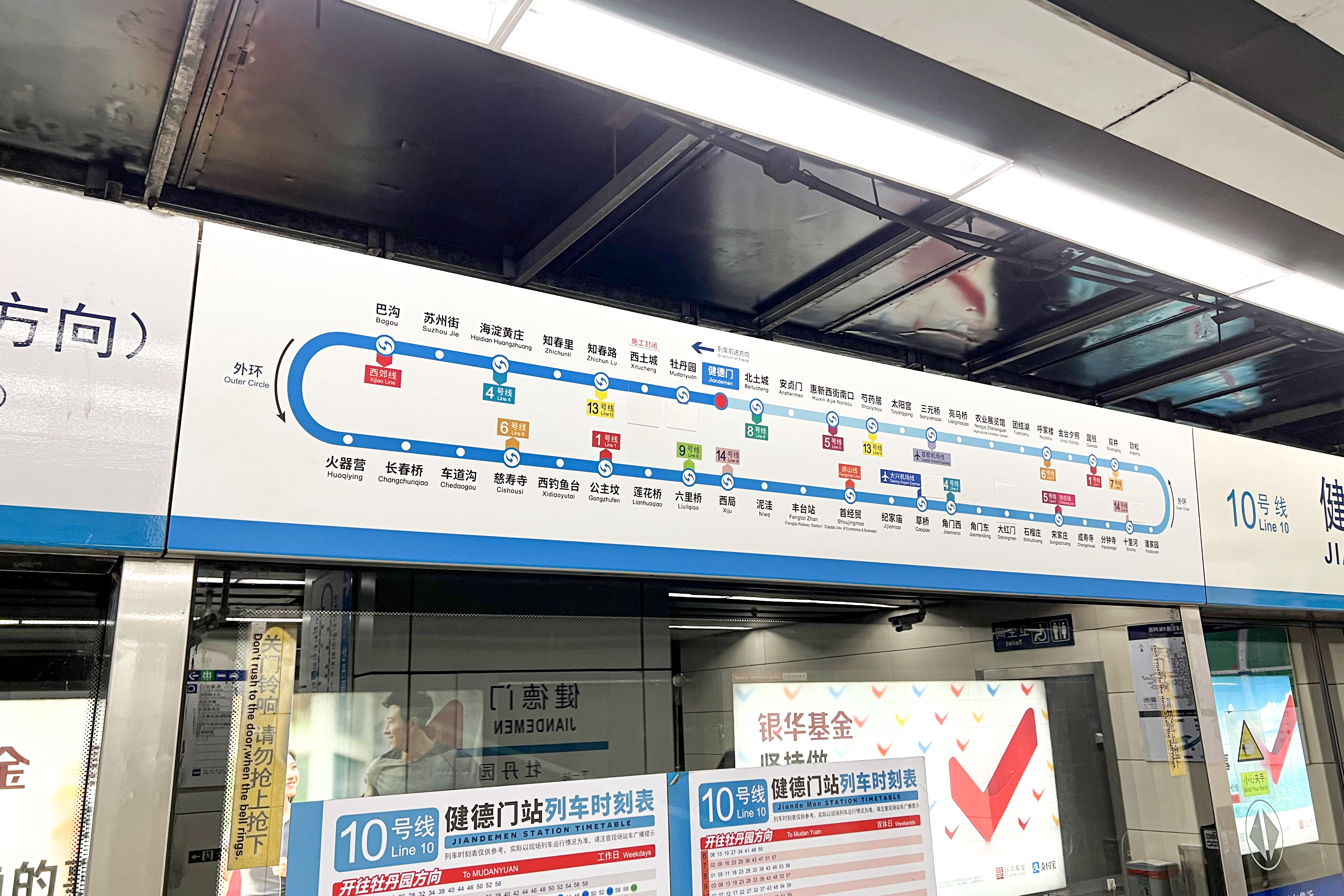
Segnaletica su un treno della linea 10, indicante il percorso dell'anello esterno.

L’11 marzo 2004, la Beijing Mass Transit Construction and Management Corporation rese pubblico il piano di tracciato della seconda fase della linea 10: la linea sarebbe stata prolungata di una stazione verso ovest, da Wanliu (l’attuale stazione Bagou) fino a Lianhuaqiao, mentre nel tratto meridionale sarebbe stata estesa da Jinsong fino a Songjiazhuang.
Nel 2007, la Commissione per la pianificazione urbana di Pechino approvò il Piano di costruzione a breve termine del sistema di trasporto rapido su rotaia urbana (2007-2015). In base a quanto pubblicato, la prevista linea 11 della metropolitana venne incorporata nella linea 10 come parte della sua seconda fase, trasformando così la linea 10 in una nuova linea circolare con anello completo. Mentre proseguivano i lavori di realizzazione della fase I della linea 10, ormai quasi giunti al termine, il 28 dicembre 2007 vennero inaugurati i cantieri per la costruzione delle stazioni della fase II della linea 10.
Nell'agosto 2009, durante lo svolgimento dei lavori della seconda fase della linea 10, venne deciso di aggiungere la stazione di Jijiamiao e, contestualmente, di cancellare la prevista stazione Maguanying, situata tra le stazioni di Lianhuaqiao e Liuliqiao. Nell’aprile 2010, per via dei lavori di ampliamento della stazione ferroviaria di Fengtai, vennero modificati i piani iniziali della fase II della linea 10: i lavori alle previste stazioni di Mengjiacun e Qianniwa vennero inizialmente sospesi per poi, il 17 maggio successivo, essere definitivamente cancellate e accorpate alla stazione di Fengtai, nell'ambito di un progetto denominato "tre stazioni in una". Successivamente, a causa del malcontento dei residenti del distretto di Fengtai interessati da quel tratto di metropolitana, la stazione di Qianniwa venne riconfermata, spostata 100 metri più a nord rispetto ai piani originali e rinominata Niwa.
A giugno 2012 era stata completata anche la stazione di Niwa ma la stazione ferroviaria di Fengtai aveva subito alcuni ritardi rispetto ai piani originali. Sebbene si cercò in tutti i modi di inaugurare anche la stazione di Fengtai entro la fine dell'anno, alla fine i ritardi accumulati non resero possibile il completamento. Si decise quindi di inaugurare comunque la sezione della fase II della linea 10 già completata, attivando provvisoriamente una configurazione a "C" e non ad anello come previsto inizialmente: il 30 dicembre 2012 vennero aperte al pubblico tutte le stazioni della linea, nel tratto tra Bagou e Xiju e tra Jingsong e Capital Univ. of Economics & Business. Le stazioni rimanenti, ovvero Fengtai, Niwa e Jiaomendong, vennero inaugurate il 5 maggio successivo, completando il tragitto ad anello e mettendo al servizio della città di Pechino la seconda linea circolare della metropolitana.

### Cronologia delle aperture
| Segmento                                         | Inaugurazione    | Lunghezza           | Stazioni | Nome sezione |
| ------------------------------------------------ | ---------------- | ------------------- | -------- | ------------ |
| Bagou — Jingsong                                 | 19 luglio 2008   | 24,68 km            | 22       | Fase I       |
| Bagou — Xiju                                     | 30 dicembre 2012 | 13,84 km            | 9        | Fase II      |
| Jingsong — Capital Univ. of Economics & Business | 30 dicembre 2012 | 15,93 km            | 11       | Fase II      |
| Capital Univ. of Economics & Business — Xiju     | 5 maggio 2013    | 3,42 km             | 2        | Fase II      |
| Jiaomendong                                      | 5 maggio 2013    | Stazione intermedia | 1        | Fase II      |

## Tratta e servizio
La linea 10 parte dalla stazione di Bagou, nel distretto di Haidian, situata tra la Terza e la Quarta Circonvallazione Nord-Ovest, proseguendo lungo Bagou Road, Haidian South Road, Zhichun Road, Beitucheng West Road e Beitucheng East Road verso est, entrando nel distretto di Chaoyang. Successivamente piega a sud-est, attraversando l’area di Taiyanggong lungo Taiyanggong South Street, passa per la stazione di Sanyuanqiao, e poi si dirige a sud-ovest seguendo l’autostrada dell’aeroporto di Pechino-Capitale, fino a raggiungere la Terza Circonvallazione dove piega ancora a sud-est, costeggiando la Terza Circonvallazione Est fino alla stazione Jinsong. Da Jinsong, la linea 10 prosegue lungo la Terza Circonvallazione fino al ponte Fenzhongsi, punto di ingresso al distretto di Fengtai, dove piega a sud, per poi deviare a ovest lungo Shiliuzhuang Road. Attraversa il mercato edile di Yuquanying sotto l’autostrada Jingkai, quindi continua verso ovest lungo Kandan Road, piega a nord nei pressi di Sanhuan Xincheng, passando dalla stazione ferroviaria di Fengtai. Da qui segue Sihezhuang West Road, Qianniwa Road, Xiju Middle Street e Lianyi Garden East Road verso nord, ritornando nella parte sud-est del distretto di Haidian. La linea poi devia a nord-est attraversando il deposito locomotive di Pechino Ovest, costeggia la Terza Circonvallazione verso nord fino a Liangdianchang South Road, dove svolta verso nord fino a Huoqiying, completando l'anello alla stazione di Bagou.
La linea 10, inoltre, presenta 24 stazioni di interscambio, permettendo un collegamento con quasi tutte le linee della rete metropolitana di Pechino e con tutte quelle che si dirigono verso il centro di Pechino: la linea, infatti, consente lo scambio con la linea 1, 3, 4, 5, 6, 7, 8, 9, 12, 13, 14, 16, 17, 19, Changping, Capital Airport Express, Daxing Airport Express, Fangshan, Yizhuang e Xijiao.

### Tariffazione e orari
La tariffazione parte da un prezzo di ¥3 (circa €0,40) a seconda della distanza di viaggio totale da percorrere, fino a un massimo di ¥6 (circa €0,70). Il percorso è suddiviso in due anelli: quello interno, da Bagou in direzione Guomao, Songjiazhuang e Chedaogou, e quello esterno, da Chedaogou in direzione Songjiazhuang, Guomao e Bagou. Per alleggerire il traffico e fornire più corse, alcuni treni dell'anello interno effettuano servizi ridotto fino a Bagou o Chengshousi, mentre nell'anello esterno alcuni coprono solo la tratta fino a Chedaogou. Considerando anche i servizi ridotti, i treni sull'anello interno sono attivi dalle 4:37 alle 22:55, mentre quelli sull'anello esterno dalle 4:49 alle 00:19.

## Percorso e stazioni

### Percorso
| Unknown route-map component "utkSTRc2" | Unknown route-map component "utkSTR3+l" | Unknown route-map component "utkSTR2+r" | Unknown route-map component "utkSTRc3" |  |  |  |

| Unknown route-map component "utkSTR+1" |  |  | Unknown route-map component "utkSTR+4" |  |  |  |

| Urban tunnel straight track + Unknown route-map component "MFADEf" |  |  | Urban tunnel straight track |  |  |  |

|  | Urban tunnel straight track | Unknown route-map component "uCONTg" |

|  |  | Urban tunnel station on track + Unknown route-map component "HUBaq" | Urban station on track + Unknown route-map component "HUBeq" | Urban railway |

|  | Urban tunnel straight track | Urban non-passenger end station |

|  | Unknown route-map component "utABZgl" | Unknown route-map component "uKDSTCCeq" |

| Transverse water | Unknown route-map component "utKRZW" | Transverse water |

|  | Urban tunnel station on track + Unknown route-map component "HUB2" | Unknown route-map component "HUBc3" |

| Unknown route-map component "utCONTgq" | Unknown route-map component "utSTRq" | Unknown route-map component "utKRZto" + Unknown route-map component "HUBc1" | Unknown route-map component "utBHFq" + Unknown route-map component "HUB4" | Unknown route-map component "utCONTfq" |

| Unknown route-map component "utSTRc2" | Unknown route-map component "utABZg3" |  |

| Unknown route-map component "utCONTgq" | Unknown route-map component "utABZq1" | Unknown route-map component "utTINTt" + Unknown route-map component "utSTRc4" | Unknown route-map component "utSTRq" | Unknown route-map component "utCONTfq" |

| Urban tunnel station on track |

|  | Urban tunnel station on track + Unknown route-map component "HUB2" | Unknown route-map component "HUBc3" |

| Unknown route-map component "uCONTgq" | Urban transverse track | Unknown route-map component "utKRZ" + Unknown route-map component "HUBc1" | Unknown route-map component "uBHFq" + Unknown route-map component "HUB4" | Unknown route-map component "uCONTfq" |

| Unknown route-map component "tCONTgq" | Unknown route-map component "tSTRq" | Unknown route-map component "umtKRZtu" | Unknown route-map component "tSTRq" | Unknown route-map component "tCONTfq" |

|  | Urban tunnel station on track + Unknown route-map component "HUB2" | Unknown route-map component "HUBc3" |

| Unknown route-map component "utCONTgq" | Unknown route-map component "utSTRq" | Unknown route-map component "utKRZto" + Unknown route-map component "HUBc1" | Unknown route-map component "utKBHFxaq" + Unknown route-map component "HUB4" | Unknown route-map component "utCONTfq" |

|  | Urban tunnel station on track + Unknown route-map component "HUB2" | Unknown route-map component "HUBc3" |

| Unknown route-map component "utCONTgq" | Unknown route-map component "utSTRq" | Unknown route-map component "utKRZto" + Unknown route-map component "HUBc1" | Unknown route-map component "utKBHFeq" + Unknown route-map component "HUB4" |  |

| Urban tunnel station on track |

| Unknown route-map component "utCONTgq" | Unknown route-map component "utSTRq" | Unknown route-map component "utTINTt" + Unknown route-map component "utSTRc2" | Unknown route-map component "utABZq+3" | Unknown route-map component "utCONTfq" |

|  | Unknown route-map component "utABZg+1" | Unknown route-map component "utSTRc4" |

| Urban tunnel station on track |

| Unknown route-map component "utCONTgq" | Unknown route-map component "utABZq2" | Unknown route-map component "utTINTt" + Unknown route-map component "utSTRc3" | Unknown route-map component "utSTRq" | Unknown route-map component "utCONTfq" |

| Unknown route-map component "utSTRc1" | Unknown route-map component "utABZg+4" |  |

|  | Urban tunnel station on track + Unknown route-map component "HUB2" | Unknown route-map component "HUBc3" |

| Unknown route-map component "uCONTgq" | Urban transverse track | Unknown route-map component "utKRZ" + Unknown route-map component "HUBc1" | Unknown route-map component "uBHFq" + Unknown route-map component "HUB4" | Unknown route-map component "uCONTfq" |

|  | Urban tunnel station on track + Unknown route-map component "HUB2" | Unknown route-map component "HUBc3" |

| Unknown route-map component "utCONTgq" | Unknown route-map component "utSTRq" | Unknown route-map component "utKRZto" + Unknown route-map component "HUBc1" | Unknown route-map component "utBHFq" + Unknown route-map component "HUB4" | Unknown route-map component "utCONTfq" |

|  | Transverse water | Unknown route-map component "utKRZW" | Transverse water | Transverse water |

|  | Unknown route-map component "utSTR+l" | Unknown route-map component "utKRZtu" | Unknown route-map component "utSTRq" | Unknown route-map component "utCONTfq" |

|  | Urban tunnel straight track | Urban tunnel straight track | Unknown route-map component "utSTR+l" | Unknown route-map component "utCONTfq" |

| Urban tunnel station on track + Unknown route-map component "HUBaq" | Urban tunnel station on track + Unknown route-map component "HUBq" | Urban tunnel station on track + Unknown route-map component "HUBeq" |

| Unknown route-map component "utCONTgq" | Unknown route-map component "utKRZto" | Unknown route-map component "utKRZto" | Unknown route-map component "utSTRr" |  |

| Unknown route-map component "utCONTgq" | Unknown route-map component "utSTRr" | Urban tunnel straight track |  |  |

| Urban tunnel station on track |

| Transverse water | Transverse water | Unknown route-map component "utKRZW" | Transverse water |  |

| Urban tunnel station on track |

| Unknown route-map component "utCONTgq" | Unknown route-map component "utSTRq" | Unknown route-map component "utTINTt" | Unknown route-map component "utCONTfq" |  |

| Unknown route-map component "utCONTgq" | Unknown route-map component "utSTRq" | Unknown route-map component "utTINTt" | Unknown route-map component "utCONTfq" |  |

| Urban tunnel station on track |

| Unknown route-map component "HUBc2" | Urban tunnel station on track + Unknown route-map component "HUB3" |  |

| Unknown route-map component "utCONTgq" | Unknown route-map component "utBHFq" + Unknown route-map component "HUB1" | Unknown route-map component "utKRZtu" + Unknown route-map component "HUBc4" | Unknown route-map component "utCONTfq" |  |

| Transverse water | Unknown route-map component "utKRZW" | Transverse water |

|  | Unknown route-map component "CONTgq" | Unknown route-map component "umtKRZ" | Transverse track | Unknown route-map component "CONTfq" |

|  | Urban tunnel station on track + Unknown route-map component "HUB2" | Unknown route-map component "HUBc3" |

|  | Unknown route-map component "utCONTgq" | Unknown route-map component "utKRZto" + Unknown route-map component "HUBc1" | Unknown route-map component "utBHFq" + Unknown route-map component "HUB4" | Unknown route-map component "utCONTfq" |

| Urban tunnel station on track |

| Urban tunnel station on track |

|  | Unknown route-map component "hCONTgq" | Unknown route-map component "umtKRZh" | Transverse elevated | Unknown route-map component "hCONTfq" |

|  | Unknown route-map component "utSTR+l" | Unknown route-map component "utKRZto" | Unknown route-map component "utSTRq" | Unknown route-map component "utCONTfq" |

| Urban tunnel station on track + Unknown route-map component "HUBaq" | Urban tunnel station on track + Unknown route-map component "HUBq" | Unknown route-map component "HUBlg" |

| Unknown route-map component "uextCONTgq" | Unknown route-map component "uetKRZto" | Unknown route-map component "uetKRZto" | Unknown route-map component "utKBHFxaq" + Unknown route-map component "HUBe" | Unknown route-map component "utCONTfq" |

| Unknown route-map component "utCONTgq" | Unknown route-map component "utSTRr" | Urban tunnel straight track |  |  |

| Urban tunnel station on track |

| Urban tunnel station on track |

|  |  |  | Urban tunnel straight track | Unknown route-map component "uKDSTaq" | Unknown route-map component "uSHI4g+rq" |  |

|  |  |  | Unknown route-map component "utABZgl+l" | Unknown route-map component "utSTReq" | Unknown route-map component "uSHI4glrq" | Unknown route-map component "uKDSTeq" + Unknown route-map component "HUBa" |

|  |  |  | Urban tunnel straight track | Unknown route-map component "uSTR+l" | Unknown route-map component "uSHI4g+lq" + Unknown route-map component "HUBc2" + Unknown route-map component "POINTERg@rg" | Unknown route-map component "uKDSTeq" + Unknown route-map component "HUB3+g" |

|  |  |  | Urban tunnel straight track | Unknown route-map component "utSTRa" | Unknown route-map component "uKDSTaq" + Unknown route-map component "HUB1" | Unknown route-map component "utSTR+ra" + Unknown route-map component "HUBc4" |

|  |  |  | Unknown route-map component "utXBHF-L" | Unknown route-map component "utXBHF-M" | Unknown route-map component "utKXBHFa-Gq" | Unknown route-map component "utABZqr" + Unknown route-map component "utCONTfq" |

| Unknown route-map component "utCONTgq" | Unknown route-map component "utSTRq" | Unknown route-map component "utKRZto" | Unknown route-map component "utSTRr" |  |

| Urban tunnel station on track |

| Transverse water | Transverse water | Unknown route-map component "utKRZW" | Transverse water | Transverse water |

| Unknown route-map component "utCONTgq" | Unknown route-map component "utABZq+r" | Unknown route-map component "utKRZto" + Unknown route-map component "HUBc2" | Unknown route-map component "uetBHFq" + Unknown route-map component "HUB3" | Unknown route-map component "utCONTfq" |

| Urban tunnel straight track | Urban tunnel station on track + Unknown route-map component "HUB1" | Unknown route-map component "HUBc4" |

| Unknown route-map component "utKRWl" | Unknown route-map component "utKRWg+r" |  |

| Urban tunnel station on track |

| Unknown route-map component "utCONTgq" | Unknown route-map component "utSTRq" | Unknown route-map component "utTINTt" | Unknown route-map component "utCONTfq" |  |

| Unknown route-map component "HUBrg" | Urban tunnel station on track + Unknown route-map component "HUBeq" |  |

| Unknown route-map component "utCONTgq" | Unknown route-map component "utBHFq" + Unknown route-map component "HUB" | Unknown route-map component "utKRZto" | Unknown route-map component "utCONTfq" |  |

| Unknown route-map component "uextCONTgq" | Unknown route-map component "utKBHFxaq" + Unknown route-map component "HUBe" | Unknown route-map component "utKRZto" | Unknown route-map component "utCONTfq" |  |

| Transverse water | Transverse water | Unknown route-map component "utKRZW" | Transverse water |  |

| Unknown route-map component "hCONTgq" | Transverse elevated | Unknown route-map component "umtKRZh" | Unknown route-map component "hCONTfq" |  |

| Unknown route-map component "CONTgq" | Transverse track | Unknown route-map component "umtKRZ" | Unknown route-map component "CONTfq" |  |

| Urban tunnel station on track |

| Unknown route-map component "utCONTgq" | Unknown route-map component "utSTRq" | Unknown route-map component "utTINTt" | Unknown route-map component "utCONTfq" |  |

| Unknown route-map component "CONTgq" | Station on transverse track + Unknown route-map component "HUB2" | Unknown route-map component "umtKRZ" + Unknown route-map component "HUBc3" | Unknown route-map component "CONTfq" | Express railway |

| Unknown route-map component "utCONTgq" | Unknown route-map component "utSTRq" + Unknown route-map component "HUBc1" | Unknown route-map component "utTINTt" + Unknown route-map component "HUB4" | Unknown route-map component "utCONTfq" |  |

| Urban tunnel station on track |

| Unknown route-map component "utSTRc2" | Unknown route-map component "utABZg3" |  |

| Unknown route-map component "utCONTgq" | Unknown route-map component "utABZq1" | Unknown route-map component "utTINTt" + Unknown route-map component "utSTRc4" | Unknown route-map component "utCONTfq" |  |

| Unknown route-map component "utSTRc2" | Unknown route-map component "utABZg3" |  |

| Unknown route-map component "utCONTgq" | Unknown route-map component "utABZq1" | Unknown route-map component "utTINTt" + Unknown route-map component "utSTRc4" | Unknown route-map component "utCONTfq" |  |

| Unknown route-map component "CONTgq" | Transverse track | Unknown route-map component "umtKRZ" | Unknown route-map component "CONTfq" |  |

| Unknown route-map component "CONTgq" | Transverse track | Unknown route-map component "umtKRZ" | Unknown route-map component "CONTfq" |  |

| Urban tunnel station on track |

|  | Urban tunnel station on track + Unknown route-map component "HUB2" | Unknown route-map component "HUBc3" |

| Unknown route-map component "utCONTgq" | Unknown route-map component "utSTRq" | Unknown route-map component "utKRZtu" + Unknown route-map component "HUBc1" | Unknown route-map component "utBHFq" + Unknown route-map component "HUB4" | Unknown route-map component "utCONTfq" |

| Transverse water | Transverse water | Unknown route-map component "utKRZW" | Unknown route-map component "WABZq+l" | Transverse water |

|  | Urban tunnel station on track | Water |

| Unknown route-map component "WASSER+l" | Unknown route-map component "utKRZW" | Water straight and to right |

|  | Unknown route-map component "utCONTgq" | Unknown route-map component "uWKRZt" | Unknown route-map component "utTINTt" | Unknown route-map component "utSTRq" | Unknown route-map component "utABZq+l" | Unknown route-map component "utCONTfq" |

|  |  | Water | Urban tunnel straight track | Unknown route-map component "utSHI4+rq" | Unknown route-map component "utABZgr" |  |

|  |  | Water | Unknown route-map component "utABZg+l" | Unknown route-map component "utKDSTe" + Unknown route-map component "HUBaq" | Unknown route-map component "utKDSTe" + Unknown route-map component "HUBeq" |  |

| Water | Urban tunnel station on track |  |

| Water | Urban tunnel station on track + Unknown route-map component "HUB2" | Unknown route-map component "HUBc3" |

| Unknown route-map component "utCONTgq" | Unknown route-map component "uWKRZt" | Unknown route-map component "utKRZto" + Unknown route-map component "HUBc1" | Unknown route-map component "utBHFq" + Unknown route-map component "HUB4" | Unknown route-map component "utCONTfq" |

| Water | Urban tunnel station on track |  |

|  | Unknown route-map component "WASSERl" | Unknown route-map component "utKRZW" | Transverse water | Transverse water |

| Urban tunnel straight track + Unknown route-map component "MFADEg" |  |  | Urban tunnel straight track |  |  |  |

| Unknown route-map component "utkSTR2" |  |  | Unknown route-map component "utkSTR3" |  |  |  |

| Unknown route-map component "utkSTRc1" | Unknown route-map component "utkSTRl+4" | Unknown route-map component "utkSTRr+1" | Unknown route-map component "utkSTRc4" |  |  |  |

### Stazioni
|                                             | Nome Stazione                               | Nome in cinese, pinyin                      | Percorrenza (ore) | Distanza (km) | Interscambi |
| ------------------------------------------- | ------------------------------------------- | ------------------------------------------- | ----------------- | ------------- | ----------- |
| — ↑ Linea circolare direzione Huoqiying ↑ — | — ↑ Linea circolare direzione Huoqiying ↑ — | — ↑ Linea circolare direzione Huoqiying ↑ — | -1,495            |               |             |
| Bagou                                       | 巴沟 Bāgōu                                  | 0:00                                        | 0,00              |               |             |
| Suzhoujie                                   | 苏州街 Sūzhōujiē                            | 0:02                                        | 1,11              |               |             |
| Haidian Huangzhuang                         | 海淀黄庄 Hǎidiàn huángzhuāng                | 0:04                                        | 2,06              |               |             |
| Zhichunli                                   | 知春里 Zhīchūnlǐ                            | 0:06                                        | 3,03              |               |             |
| Zhichunlu                                   | 知春路 Zhīchūnlù                            | 0:08                                        | 4,09              |               |             |
| Xitucheng                                   | 西土城 Xītǔchéng                            | 0:10                                        | 5,19              |               |             |
| Mudanyuan                                   | 牡丹园 Mǔdānyuán                            | 0:12                                        | 6,52              |               |             |
| Jiandemen                                   | 健德门 Jiàndémén                            | 0:14                                        | 7,49              |               |             |
| Beitucheng                                  | 北土城 Běitǔchéng                           | 0:16                                        | 8,59              |               |             |
| Anzhenmen                                   | 安贞门 Ānzhēnmén                            | 0:18                                        | 9,61              |               |             |
| Huixin Xijie Nankou                         | 惠新西街南口 Huìxīn xījiē nánkǒu            | 0:21                                        | 10,59             |               |             |
| Shaoyaoju                                   | 芍药居 Sháoyàojū                            | 0:24                                        | 12,31             |               |             |
| Taiyanggong                                 | 太阳宫 Tàiyánggōng                          | 0:26                                        | 13,31             |               |             |
| Sanyuanqiao                                 | 三元桥 Sānyuánqiáo                          | 0:28                                        | 15,07             |               |             |
| Liangmaqiao                                 | 亮马桥 Liàngmǎqiáo                          | 0:31                                        | 16,57             |               |             |
| Agricultural Exhibition Center              | 农业展览馆 Nóngyè zhǎnlǎnguǎn               | 0:33                                        | 17,49             |               |             |
| Tuanjiehu                                   | 团结湖 Tuánjiéhú                            | 0:35                                        | 18,34             |               |             |
| Hujialou                                    | 呼家楼 Hūjiālóu                             | 0:37                                        | 19,49             |               |             |
| Jintai Xizhao                               | 金台夕照 Jīntái xìzhào                      | 0:39                                        | 20,22             |               |             |
| Guomao                                      | 国贸 Guómào                                 | 0:41                                        | 21,06             |               |             |
| Shuangjing                                  | 双井 Shuāngjǐng                             | 0:43                                        | 22,82             |               |             |
| Jingsong                                    | 劲松 Jìngsōng                               | 0:45                                        | 23,82             |               |             |
| Panjiayuan                                  | 潘家园 Pānjiāyuán                           | 0:47                                        | 24,85             |               |             |
| Shilihe                                     | 十里河 Shílǐhé                              | 0:49                                        | 25,94             |               |             |
| Fenzhongsi                                  | 分钟寺 Fēnzhōngsì                           | 0:52                                        | 27,75             |               |             |
| Chengshousi                                 | 成寿寺 Chéngshòusì                          | 0:54                                        | 28,80             |               |             |
| Songjiazhuang                               | 宋家庄 Sòngjiāzhuāng                        | 0:57                                        | 30,48             |               |             |
| Shiliuzhuang                                | 石榴庄 Shíliuzhuāng                         | 0:59                                        | 31,75             |               |             |
| Dahongmen                                   | 大红门 Dàhóngmén                            | 1:01                                        | 32,99             |               |             |
| Jiaomendong                                 | 角门东 Jiǎoméndōng                          | 1:03                                        | 34,12             |               |             |
| Jiaomenxi                                   | 角门西 Jiǎoménxī                            | 1:06                                        | 35,38             |               |             |
| Caoqiao                                     | 草桥 Cǎoqiáo                                | 1:09                                        | 37,07             |               |             |
| Jijiamiao                                   | 纪家庙 Jìjiāmiào                            | 1:11                                        | 38,61             |               |             |
| Capital Univ. of Economics & Business       | 首经贸 Shǒujīngmào                          | 1:14                                        | 39,76             |               |             |
| Fengtai                                     | 丰台站 Fēngtái zhàn                         | 1:17                                        | 41,47             | Fengtai       |             |
| Niwa                                        | 泥洼 Níwā                                   | 1:19                                        | 42,43             |               |             |
| Xiju                                        | 西局 Xījú                                   | 1:21                                        | 43,18             |               |             |
| Liuliqiao                                   | 六里桥 Liùlǐqiáo                            | 1:24                                        | 44,76             |               |             |
| Lianhuaqiao                                 | 莲花桥 Liánhuāqiáo                          | 1:28                                        | 47,15             |               |             |
| Gongzhufen                                  | 公主坟 Gōngzhǔfén                           | 1:30                                        | 48,17             |               |             |
| Xidiaoyutai                                 | 西钓鱼台 Xīdiàoyútái                        | 1:33                                        | 50,55             |               |             |
| Cishousi                                    | 慈寿寺 Císhòusì                             | 1:35                                        | 51,77             |               |             |
| Chedaogou                                   | 车道沟 Chēdàogōu                            | 1:37                                        | 53,36             |               |             |
| Changchunqiao                               | 长春桥 Chángchūnqiáo                        | 1:39                                        | 54,56             |               |             |
| Huoqiying                                   | 火器营 Huǒqìyíng                            | 1:41                                        | 55,52             |               |             |
| — ↓ Linea circolare direzione Bagou ↓ —     | — ↓ Linea circolare direzione Bagou ↓ —     | — ↓ Linea circolare direzione Bagou ↓ —     | 57,02             |               |             |

## Materiale rotabile
La linea 10 utilizza una flotta di treni DKZ15 a 6 carrozze, prodotti dalla CRRC Changchun Railway Vehicles. All’apertura della prima fase, la linea era inizialmente servita da soli 40 convogli, per un totale di 240 carrozze. Con l'inaugurazione della fase II della linea 10, la flotta è stata incrementata fino a 84 treni. Tuttavia, i due depositi esistenti al servizio della linea 10 non disponevano di capacità sufficiente per ospitare l’intera flotta. Di conseguenza, solo 76 convogli potevano operare sulla linea, mentre altri 8 venivano temporaneamente ricoverati in depositi di altre linee della metropolitana di Pechino. Con l'apertura del nuovo deposito a Songjiazhuang e la necessità di ridurre l'intervallo tra i treni per diminuire l'affollamento, furono ordinati altri 32 convogli. La flotta salì così a 116 treni, permettendo alla linea 10 di operare con una frequenza di un treno ogni 2 minuti su tutta la linea durante le ore di punta.
| Modello | Immagine | Produttore                                                                         | Anno costruzione | In servizio | Numeri di serie | Deposito                  |
| ------- | -------- | ---------------------------------------------------------------------------------- | ---------------- | ----------- | --------------- | ------------------------- |
| DKZ15   |          | CRRC Changchun Railway Vehicles Beijing Subway Rolling Stock Equipment CRRC Dalian | 2007             | 43          | W401–W443       | Wanliu Wulu Songjiazhuang |
| DKZ34   |          | CRRC Changchun Railway Vehicles Beijing Subway Rolling Stock Equipment CRRC Dalian | 2011             | 41          | 10 044–10 084   | Wanliu Wulu Songjiazhuang |
| DKZ46   |          | CRRC Changchun Railway Vehicles Beijing Subway Rolling Stock Equipment CRRC Dalian | 2013             | 32          | 10 085–10 116   | Wanliu Wulu Songjiazhuang |